# Amilton Filho
Amilton Miguel Santana Filho (ur. 27 kwietnia 1992 w Brazylii) – belizeński piłkarz pochodzenia brazylijskiego występujący na pozycji pomocnika, reprezentant kraju, obecnie zawodnik Belmopan Bandits.

## Kariera klubowa
W styczniu 2016 Filho przybył do Belize, podpisując umowę z tamtejszym klubem Belmopan Bandits FC. Wywalczył z nim mistrzostwo kraju (2015/2016 Closing), po czym na pół roku przeniósł się do drużyny Police United FC. Następnie powrócił do Bandits, z którym zdobył mistrzostwo Belize (2016/2017 Closing) oraz wicemistrzostwo Belize (2017/2018 Opening). Po półrocznym pobycie w San Pedro Pirates FC, w styczniu 2020 został zawodnikiem stołecznych Bandits po raz trzeci, osiągając z nimi kolejny tytuł wicemistrzowski (2019/2020 Opening).

## Kariera reprezentacyjna
Po kilku latach zamieszkiwania w Belize, Filho otrzymał belizeńskie obywatelstwo, dzięki czemu mógł być powołany do tamtejszej drużyny narodowej. W reprezentacji Belize zadebiutował za kadencji selekcjonera Vincenzo Alberto Annese, 14 listopada 2019 w wygranym 2:0 meczu z Gujaną Francuską w ramach Ligi Narodów CONCACAF.